# Morzysław (Konin)
Morzysław – dzielnica Konina położona we wschodniej, prawobrzeżnej części miasta, przy drodze do Sompolna i nad Kanałem Ślesińskim.
Pierwsza wzmianka o wsi Morzysław pochodzi z 1326 roku. Wieś była własnością królewską.
W XIX wieku zaczęto wydobywać tu piaskowiec o własnościach podobnych do piaskowca brzezińskiego. Wydobywano też węgiel brunatny metodą gospodarczą. W 1941 roku Niemcy rozpoczęli budowę odkrywki do mechanicznego wydobycia węgla. Odkrywka Morzysław czynna była w latach 1942–1953.
W 1967 roku Morzysław włączono w skład miasta Konina. W dzielnicy tej Kanał Ślesiński łączy się z Wartą, znajduje się tu także śluza i przystań rybacka. W Morzysławiu jest też neobarokowy kościół pod wezwaniem św. Wojciecha, wybudowany w latach 1905–1914. Przy jego budowie wykorzystano fundamenty wcześniejszego kościoła z II połowy XVIII wieku. Na placu przy świątyni znajduje się barokowa rzeźba świętego Wojciecha z kamienia. Na cmentarzu parafialnym znajduje się pomnik przy mogile żołnierzy radzieckich poległych w 1945 roku w walce o miasto, zaś na cmentarzu komunalnym znajduje się głaz z 1979 roku (według projektu Józefa Kaliszana), ku czci poległych w walce z okupantem niemieckim.